# Bierprobe
Die Bierprobe oder Bierbeschau dient, ähnlich der Weinprobe, zur Qualitätsüberprüfung des Bieres durch Verkosten (Geruchs- und Geschmacksprüfung) und mit Hilfe der Computeranalyse.

## Bierverkostung

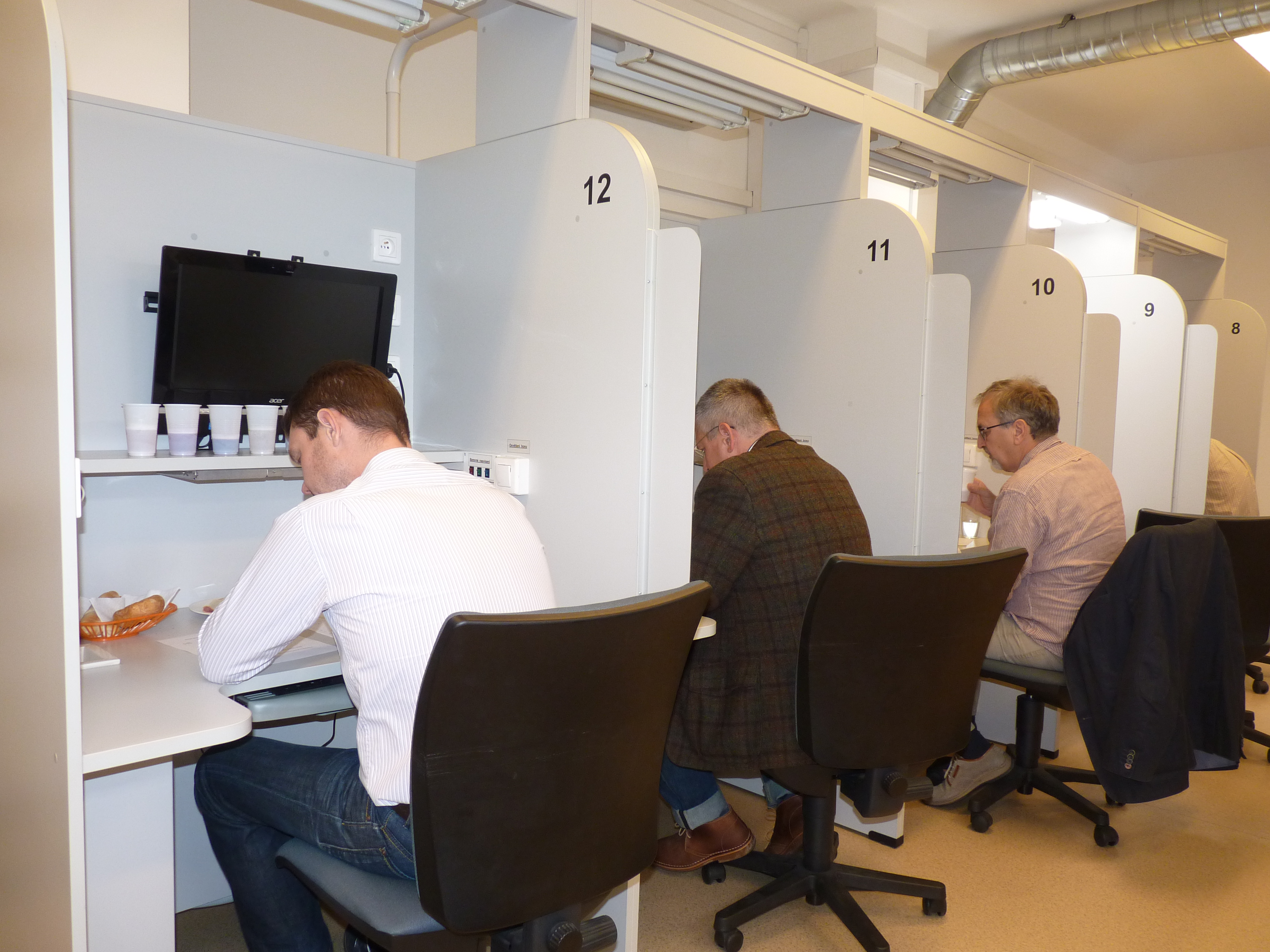
Ein professioneller Verkostungsraum in Tschechien.

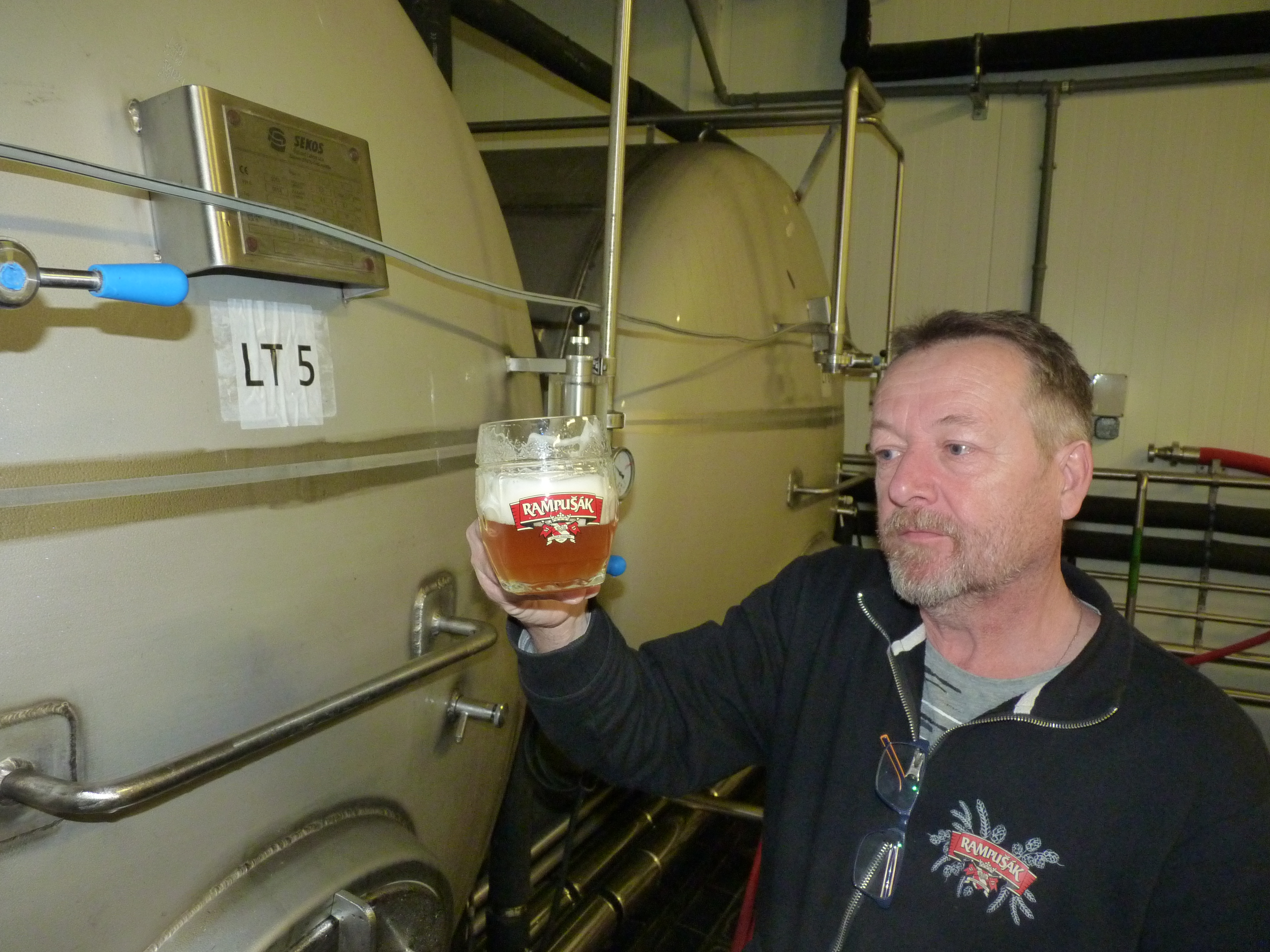
Bereits im Brauprozess wird verkostet, um frühzeitig Aromafehler zu erkennen.

Bei der Bierverkostung spielt neben Geruchs- und Geschmackssinn auch das Auge eine Rolle, um das Ergebnis des Brauprozesses zu beurteilen. Bei guter Beleuchtung und lichtdurchlässigen Gläsern wird Klarheit, Farbe, Schaum und Blasenbildung geprüft. Beim Geruchssinn werden Hopfengabe, Hefen und deren Gärungsnebenprodukte beurteilt; dabei unterscheidet man primäre Gerüche und sekundäre Gerüche (mit und ohne Bewegung des Glases wahrgenommen). Mit dem Geschmackssinn wird der „Körper“ des Bieres bewertet: die Rezenz („Spritzigkeit“), Säure- und Zuckergehalt sowie Alkohol und Bitterstoffe aus dem Hopfen. Eine Anleitung zur Bierverkostung findet sich bei der Stiftung Warentest.
Verschiedene Brauereien und Biersommeliere bieten Bierverkostungen für Endkunden an, bei denen verschiedene Biere nacheinander verkostet werden und auf die Unterschiede bei den oben genannten Eigenschaften hingewiesen wird. Diese Veranstaltungen können auch online durchgeführt werden ("Virtuelles Beer Tasting"). Dabei erhalten die Teilnehmer vorab die zu testenden Biere zugesandt und wählen sich zum vorgegebenen Zeitpunkt zu einer Videokonferenz ein, um den Erläuterungen des Sommeliers zu folgen.

## Legenden

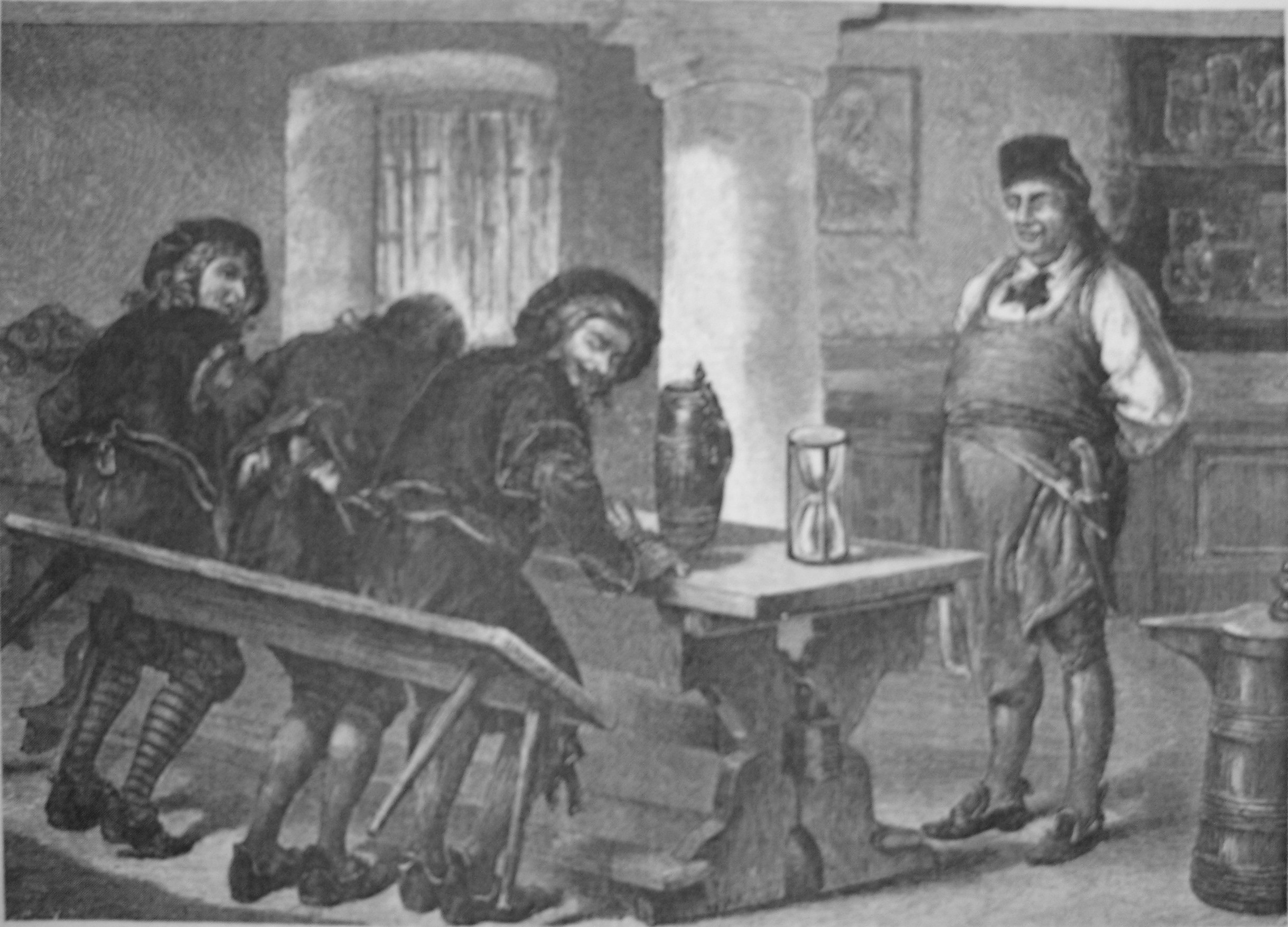
Darstellung aus dem 19. Jh.

Laut einer im späten 19. Jahrhundert aufgekommenen Legende bediente man sich angeblich im 15. und 16. Jahrhundert mit Hilfe der Lederhose einer kuriosen und recht anschaulichen Methode der Bierprobe. Dazu benötigte man eine naturbelassene Bierbank aus Eichenholz. Der Brauer goss die erste gezapfte Maß des frisch gebrauten Bieres gleichmäßig über die Holzbank. Nun setzten sich zwei oder drei Burschen mit ihren Lederhosen darauf und blieben ein bis zwei Stunden sitzen, bis sich das Leder im Hosenboden mit dem Bier vollsog und es in die Lederhosen hineintrocknete. Danach standen alle Burschen gleichzeitig auf. Blieb die Bank nicht am Boden stehen, sondern ging sie mit in die Höhe, weil sie den Burschen fest am „Hintern klebte (!)“, so hatte der Brauer nicht an Malz gespart, es befand sich genug klebriger Malzzucker im Bier.
Der Brauer hatte die Prüfung bestanden, und das Bier durfte ausgeschenkt und verkauft werden.